# Monastero di Santo Spirito (Agrigento)
Il monastero di Santo Spirito è un complesso architettonico e monumentale di origine medievale situato nel comune di Agrigento, esattamente nel cuore del centro urbano-storico della città.

## Storia
Il monastero dal primitivo titolo Beata Maria Virginis et Sancti Spiritus è stato fondato nel 1299 dalla nobile marchesa Rosalia Prefoglio, detta pure "Marchisia" Prefoglio, moglie di Federico I di Chiaramonte, che negli ultimi anni della sua vita decise di donare la struttura alle monache benedettine dell'ordine cistercense a lei molto care. Filiazione di Casamari fino al 1572c., linea Clairvaux.
Gli agrigentini storicamente chiamarono il monastero con il termine dialettico “Bataranni” (in italiano, “badia grande”) per le sue dimensioni imponenti. Le monache benedettine rimasero nel monastero fino al 1866, quando un regio decreto, a pochi anni dalla unificazione dell'Italia, decise di espropriarle dalla loro dimora convertendo la sua destinazione d'uso prima come orfanotrofio e successivamente sala mensa per i poveri.
Nel 1916 lo Stato decise di affidare la struttura al comune di Agrigento. Durante la seconda guerra mondiale divenne deposito per le armi belliche e nel dopoguerra fino ad oggi è rimasto Museo Civico con lo scopo di tutelarne l'integrità e la conservazione del luogo.

## Descrizione
Il monastero attualmente è strutturato in due piani, ed è interamente costruito con materiali di tipo locale, ovvero con pietra calcarea arenaria e malta bastarda.
Entrando ci si incammina nel lungo corridoio esterno e alla sinistra si può notare il chiostro. Un giardino con al centro una fontana trecentesca e due archi che sostengono la parete della chiesa confinante al monastero.
Sempre al piano terra troviamo tre sale: la cappella (ancora in via di restauro), l'aula capitolare e il refettorio.
La cappella al suo interno è di dimensione quadrangolare e il soffitto coperto con una volta a crociera. Il portale, come tutti i portali al suo esterno, è in stile chiaramontano, uno stile artistico che unisce tre stili storicamente artistici. Il motivo a bastoni rotti di origine anglo-franco-normanna, le colonnine ornate con cespi di palmette richiamano invece lo stile normanno e la forma del portale ad arco a sesto acuto richiamano per ultimo lo stile gotico-svevo.
L'aula capitolare anch'essa a forma quadrangolare, diversamente dalla cappella, ha due ampie finestre bifore. Al suo interno vi sono nel soffitto dei grossi archi ogivali. Sempre al suo interno, vi è in fondo alla stanza una cripta situata su un piano rialzato, recentemente scoperta durante gli ultimi lavori di restauro avvenuti nel 1989. Si pensa probabilmente che venne sepolta la pronipote della nobile donna fondatrice della struttura, Isabella, vedova di Andrea decapitato a Palermo. La donna, dopo la morte del marito si chiuse nel monastero dove: "prese il velo e nel cordoglio e in stretta indigenza vi produsse i suoi giorni a inoltrata vecchiezza; nel 1413 il Viceré Fernando de Vega le permise una ancella (25.10.1413); più tardi il re Alfonso accrescevole gli scarsi alimenti (1443). Morì nel 1434".
Infine abbiamo il refettorio. Una sala ampia e rettangolare, diversa dalle altre due camere, presenta delle finestre monofore e in fondo alla sala una grande finestra bifora.
Salendo al primo piano, troviamo quattro sale: il dormitorio, la sala dei marmi, la sala dei cassettoni e la sala della Madre superiora (detta pure sala della Torre).
Il dormitorio, simile al refettorio, è ampio e di forma rettangolare. Ha le finestre monofore in un lato e delle finestre lunghe e strette, (cosiddette feritoie), dall'altro lato. In fondo alla stanza vi è una finestra bifora grande e sopra le pareti vi sono gli enormi archi ogivali Il soffitto è costruito in legno a capriate e a cassettoni, realizzato nel Seicento.
La sala dei marmi, una stanza semplicemente quadrangolare senza notevoli rilievi storici e architettonici, vi è situato un importante crocifisso marmoreo del quattrocento dove è raffigurato dalla parte frontale il Cristo con la Maddalena e San Giovanni Battista e nel retro della scultura i simboli che richiamano la resurrezione di Cristo.
La sala dei cassettoni, anch'essa non rilevante a livello artistico, fatta eccezione per il soffitto ligneo a cassettoni dal quale prende il nome la sala, e per l'affresco dove sono raffigurati San Francesco d’Assisi, papa Celestino V e San Antonio da Padova, ospita oggetti e ornamenti rudimentali del periodo arabo e greco-ellenistico.

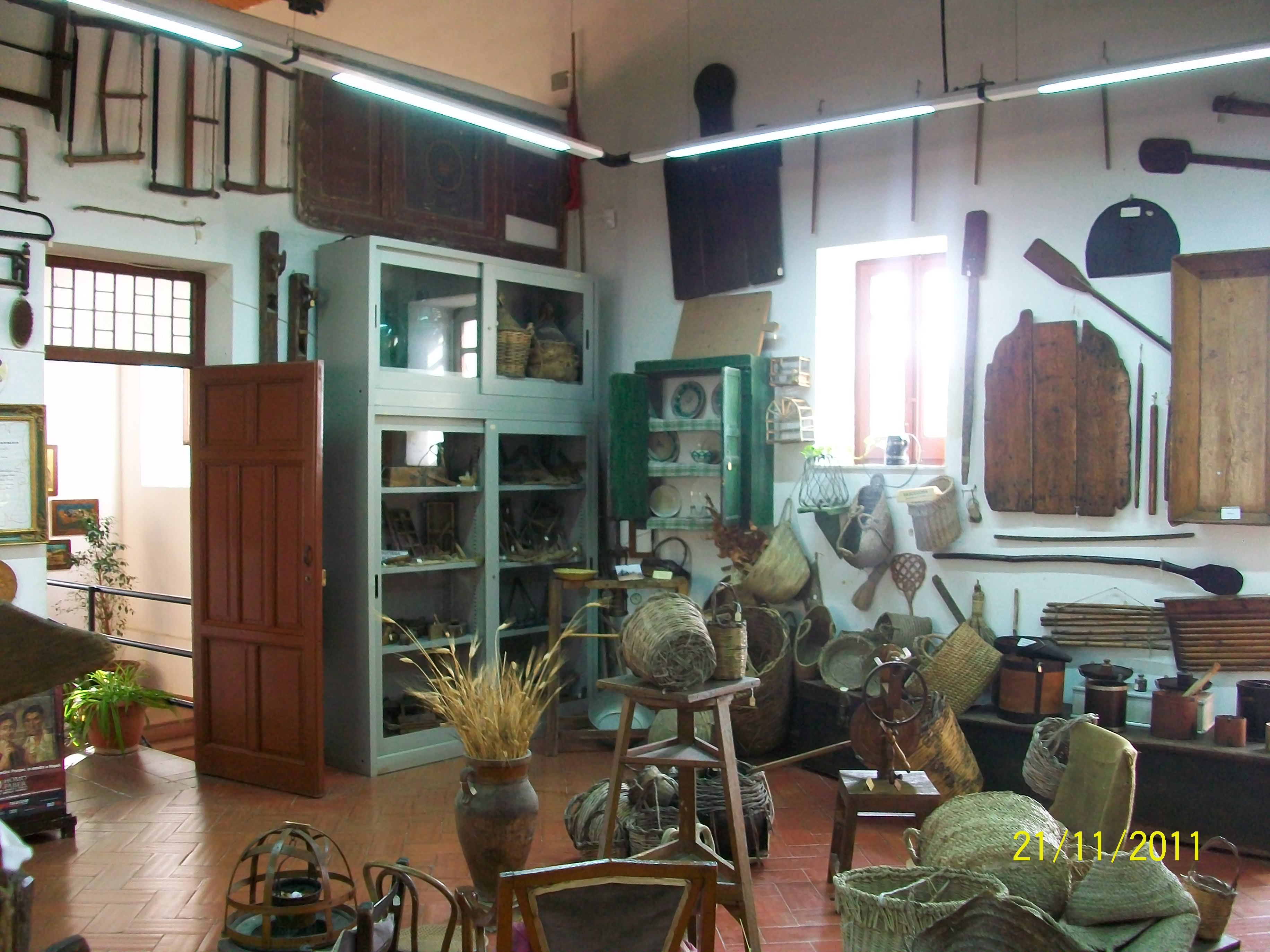
Il museo Etno-Antropologico Antonino de Gubernatis

 Infine abbiamo la sala della Madre Superiora, detta pure la sala della Torre. Strutturalmente richiama la stanze dell'aula capitolare e della cappella al piano terra; la forma quadrangolare, le colonnine innalzate verso il soffitto fino a formare una volta a crociera con al centro un rosone. Altra caratteristica importante è la feritoia grande che si affaccia all'entrata del monastero.
Al secondo e ultimo piano, abbiamo la sezione etno-antropologica Antonino De Gubernatis e la stanza cartografica e toponomastica.
Il museo etno-antropologico presenta tutti gli oggetti di tipo domestico e contadino che richiamano la civiltà siciliana tra la fine dell'Ottocento e gli inizi del Novecento. La stanza è talmente ricca di oggetti che si possono suddividere in strumenti di lavoro (falegnameria, attrezzi agricoli), strumenti di misura (decilitri, e misuratori di liquidi, legumi e cereali), strumenti musicali popolari (trombe, cornamuse e tamburi), capi vestiari, ornamenti religiosi, oggetti da gioco e suppellettili (fiaschi, lucerne, lavabi e altri oggetti).

## Mostre ed eventi
Spesso si realizzano all'interno della struttura concerti ed eventi musicali nell'ampia sala dell'ex-dormitorio a cura dell'amministrazione comunale e raramente qualche mostra temporanea nella sala del refettorio.

## Galleria d'immagini

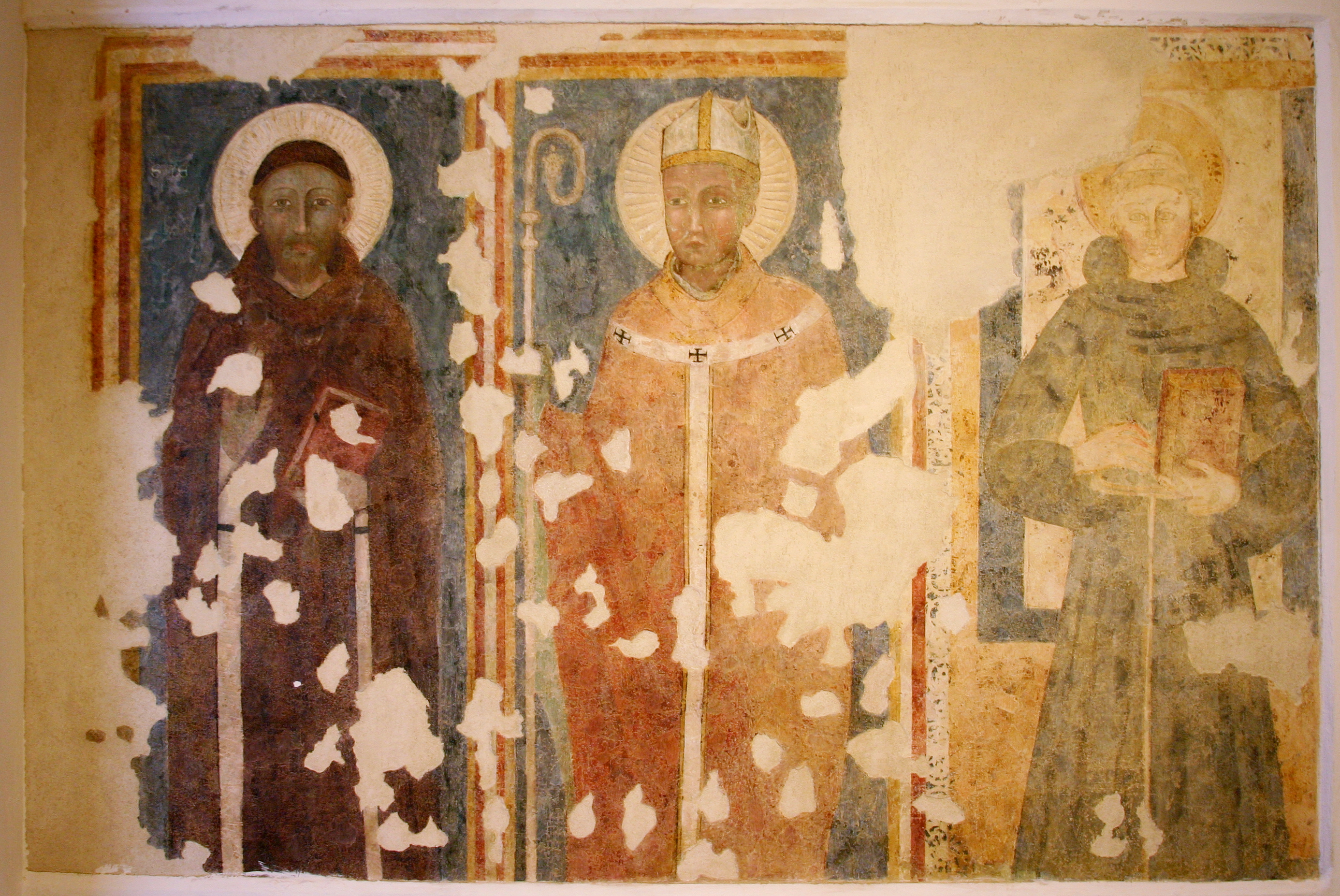
Affresco del XV secolo raffigurati a sinistra san Francesco d'Assisi, al centro papa Celestino V e a destra san Antonio da Padova
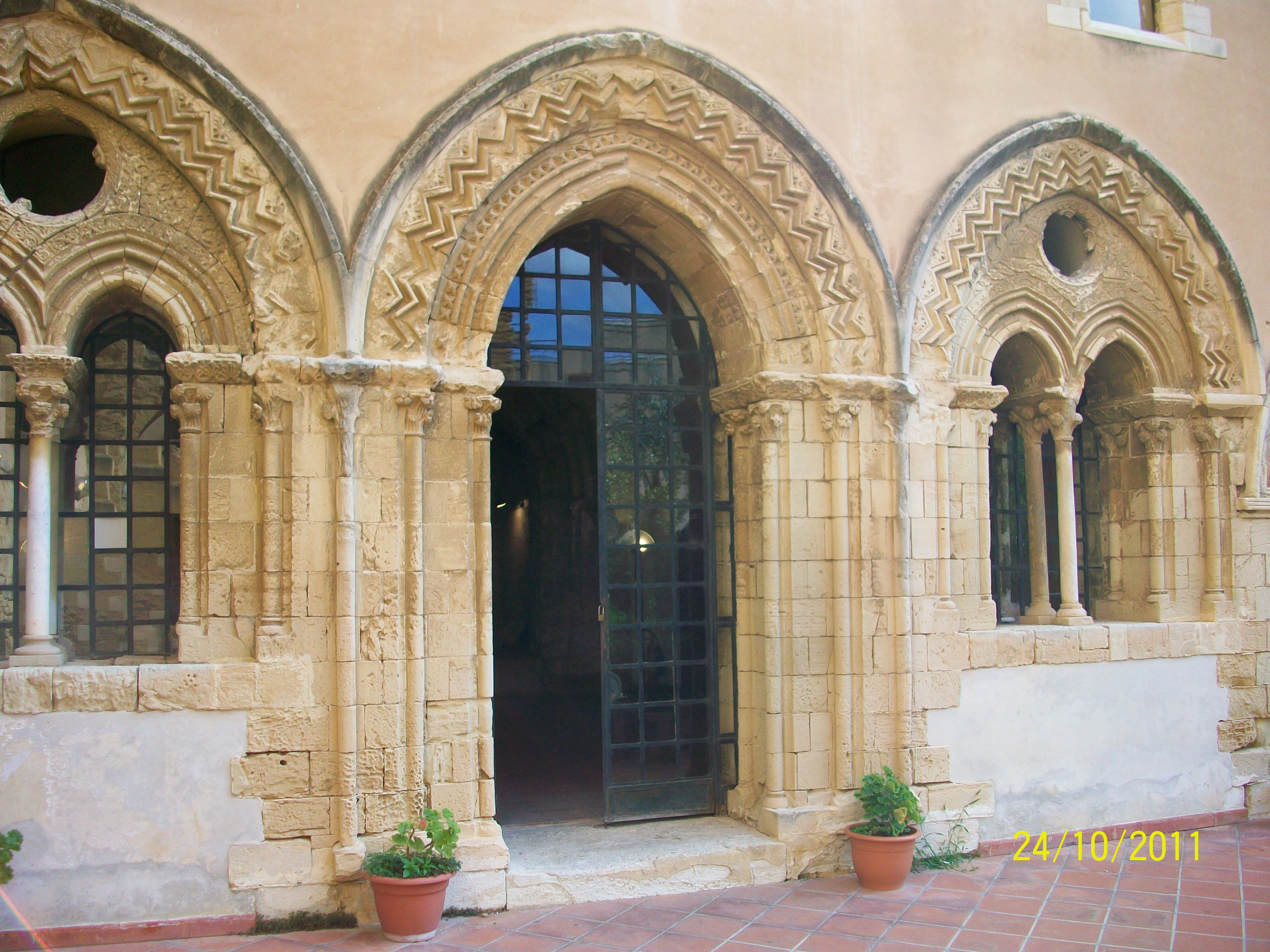
Il portale del refettorio situato al piano terra
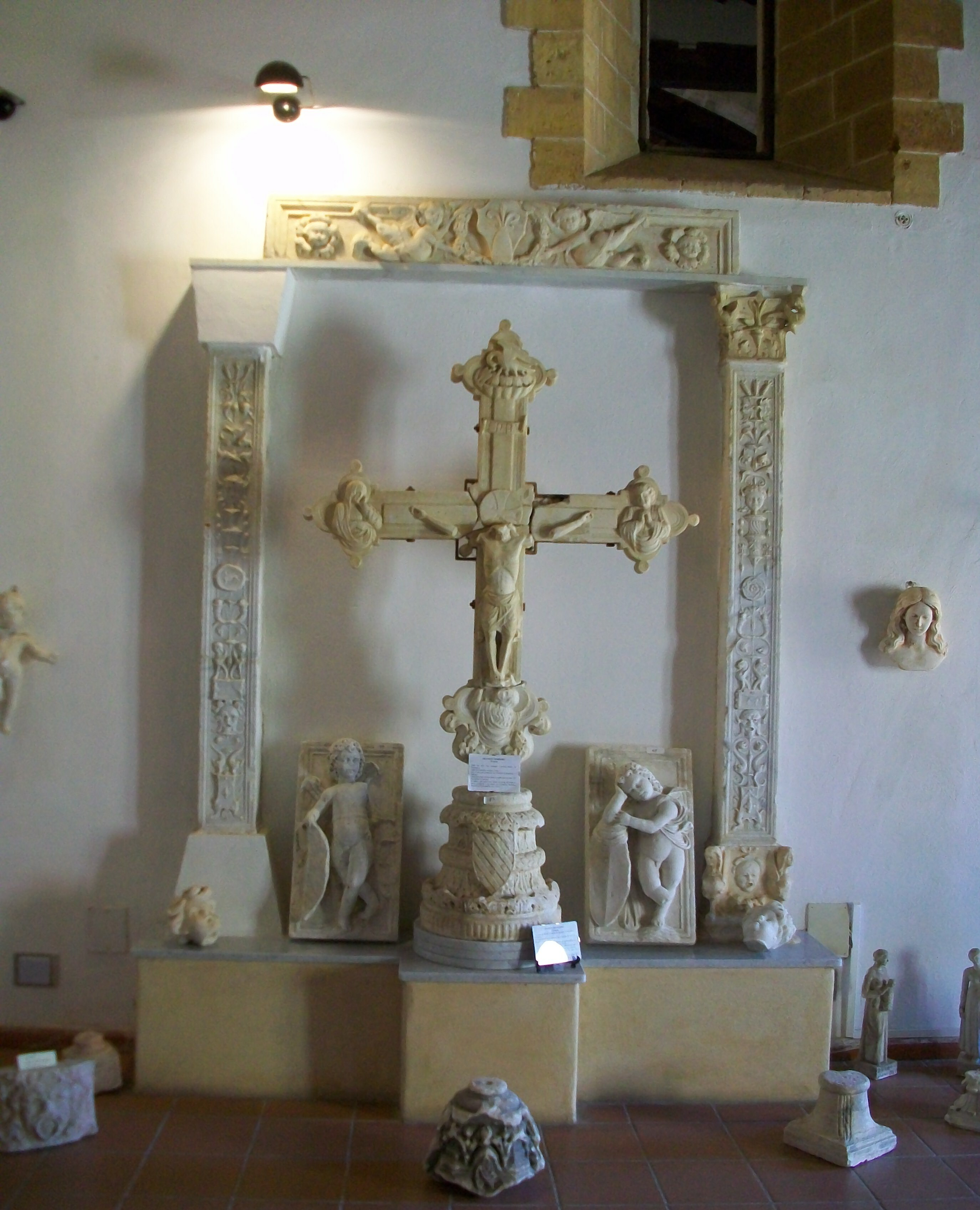
Crocifisso marmoreo del XV secolo
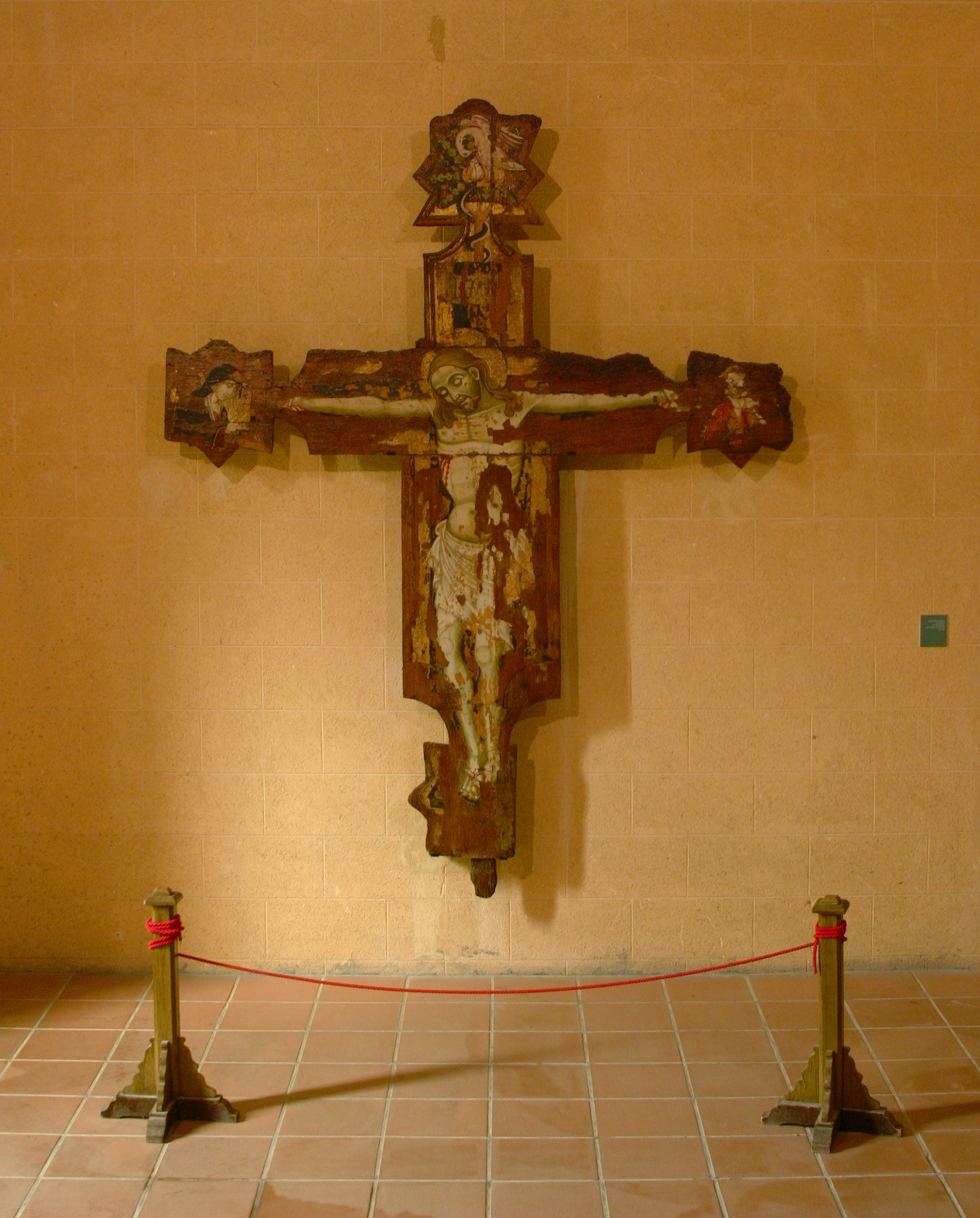
Crocifisso ligneo situato nella stanza della Madre Superiora
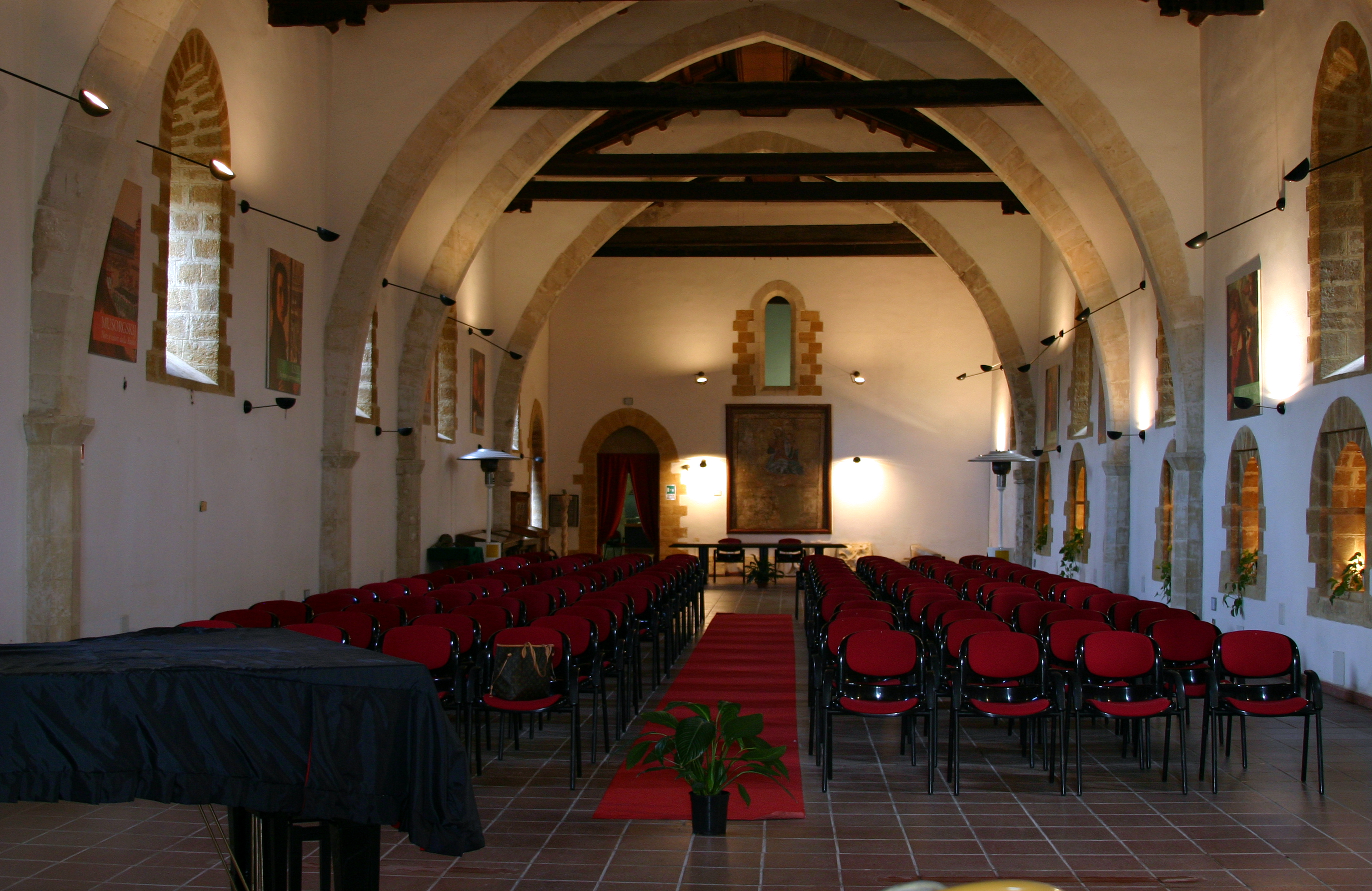
Ex-Dormitorio, oggi adibita per gli eventi e i concerti musicali